# Albert Hitchen
Albert Hitchen (* 4. Juli 1938 in Mirfield (West Yorkshire); † 13. Mai 2015 ebenda) war ein britischer Radrennfahrer.

## Sportliche Laufbahn
Hitchen begann seine Laufbahn als Radsportler in seiner Heimatgemeinde als Mitglied des Ravens Cycling Club. Mit 16 Jahren wurde er Sieger der regionalen Meisterschaft von Yorkshire in seiner Altersklasse. Als Amateur nahm er 1961 an der Internationalen Friedensfahrt teil und belegte Platz 31. 1959 wurde er Unabhängiger und war von 1967 bis 1976 als Berufsfahrer aktiv. Er fuhr für mehrere britische Teams, mit Ausnahme von 1964 (wie auch 1966), als er an der Seite von Patrick Sercu und Karl-Heinz Kunde in Frankreich startete und jeweils einen Jahresvertrag mit dem französischen Team Bertin-Porter 39 abgeschlossen hatte. In seiner Profi-Karriere verbuchte er rund 30 Siege. Die bedeutendsten darunter waren die britischen Meisterschaften im Straßenradsport 1963 und 1965. Mehrmals startete Hitchen auch bei der Tour de France, 1961, 1963 und 1967 schied er jedoch jeweils nach wenigen Etappen aus. Aus seinen Palmares ragen weiterhin die beiden Siege beim britischen Eintagesrennen London–York  über 275 Meilen 1963 und 1964 heraus. 1962 siegte er im Eintagesrennen Archer Grand Prix. 1963 und 1964 gewann er das Eintagesrennen Lincoln Grand Prix. 1961 und 1964 siegte er im längsten britischen Eintagesrennen London to Holyhead.

## Berufliches
Direkt nach dem Karriereende wurde Hitchen zunächst für kurze Zeit Teammanager des Falcon-Rennstalles.
Seine Ausbildung hatte Hitchen bei der British Railways als Lokomotiv-Schlosser absolviert. Dort arbeitete er auch als Schlosser bis zu seinem Übertritt ins Lager der Berufssportler. Nach der Episode als Teammanager ging er wieder zur Bahn und arbeitete als Ingenieur u. a. an der Weiterentwicklung von Lokomotiven. In seiner Freizeit restaurierte er alte traditionelle Lokomotiven, von denen einige auch in TV-Produktionen eingesetzt wurden.